# Константиновский, Илья Давыдович
Илья́ Давы́дович Константи́новский (рум. Ilia Constantinovschi; 8 (21) мая 1913, Вилков, Измаильский уезд, Бессарабская губерния — 1995, Москва) — русский писатель, драматург и переводчик.

## Биография
Илья Константиновский родился в рыбачьем посаде Вилков Измаильского уезда Бессарабской губернии (ныне — Килийский район Одесской области Украины) в 1913 году. В 1936 году окончил юридический факультет Бухарестского университета. Принимал участие в подпольном коммунистическом движении в Румынии. Печататься начал в 1930 году на румынском языке (сотрудничал в газетах «Cuvântul liber» (1933—1936, с Гогу Рэдулеску), «Era nouă» (1936—1937), «Viața Românească» (1938), «Adevărul literar şi artistic» (1939) и других), в 1940 году перешёл на русский язык. Среди псевдонимов 1930-х годов: Константин Вылкован, К. Вилковский, И. Константинеску. После присоединения Бессарабии к СССР жил в Москве.
Первая книжная публикация — сборник очерков «Гитлер в Румынии», вышедший в 1941 году. В годы Великой Отечественной войны служил фронтовым корреспондентом газеты «Известия».
Член Союза писателей СССР с 1955 года. Роман «На Днестре» был опубликован в кишинёвском литературном журнале «Днестр» (№ 6, 1962). На протяжении 1960-х годов создал автобиографическую трилогию «Первый арест» (1960), «Возвращение в Бухарест» (1963) и «Цепь» (1969) о подпольном революционном движении 1930-х годов в Румынии. В 1960—1970-е годы в нескольких книгах одним из первых в русской литературе затронул тему Холокоста в Польше и Румынии (повесть «Срок давности», 1966).
В 1970 году в серии ЖЗЛ опубликовал беллетризованную биографию румынского писателя И. Л. Караджале, чей том избранных произведений в переводах, составлении и с комментариями Ильи Константиновского вышел в 1953 году. Рассказы И. Л. Караджале в переводах И. Константиновского были также включены в том классической румынской литературы, выпущенный издательством «Художественная литература» в серии «Библиотека всемирной литературы» в 1975 году. Занимался переводами современной и классической художественной прозы с румынского языка (пьеса Михаила Себастьяна «Безымянная звезда»; повесть «Митря Кокор» Михаила Садовяну, М.: Правда, 1951), публиковал литературоведческие статьи по современной румынской литературе в журналах «Звезда», «Новый мир», «Иностранная литература» и других. Составил первый посмертный сборник прозы своего друга Бориса Ямпольского (1990). Публиковал литературоведческие и критические статьи в современной периодике.
Его неопубликованный роман «Сейдер в Варшаве» (Le seider de Varsovie) был нелегально вывезен из СССР и опубликован во Франции (1980). В 1990 году в Израиле был издан другой ранее не публиковавшийся роман «Судный день».
Умер в марте 1995 года в Москве.

## Произведения

### Проза
- Первый арест: Повесть. Москва: Советский писатель, 1960.
- Возвращение в Бухарест: Роман. Москва: Советский писатель, 1963.
- Первый арест: Повесть. Москва: Детская литература, 1965.
- Срок давности: Повесть. Москва, 1966.
- Nerjährungsfrist (на немецком языке). Aus dem Russ. von Juri Elperin. Берлин: Kultur und Fortschritt, 1966.
- La prescripсion del delito (на испанском языке). Trad. V. Talón. Буэнос-Айрес: Cosmos, 1966.
- Gyermekrablók (на венгерском языке). Ford. Szirmai Marianne. Будапешт: Kossuth könyvkiadó, 1967.
- Цепь: Роман. Москва: Советский писатель, 1969.
- Караджале. Серия «Жизнь замечательных людей» (ЖЗЛ). Москва: Молодая гвардия, 1970[15].
- Книга странствий: Путевые очерки. Москва: Советский писатель, 1972.
- Первый арест. Возвращение в Бухарест. Москва: Советский писатель, 1975.
- Города и судьбы: Документальные рассказы. Москва: Советский писатель, 1979.
- Le seider de Varsovie (на французском языке). Trad. du russe par Daria Olivier. Париж: Gallimard, 1980.[16]
- Книга памяти: Документальные рассказы. Москва: Советский писатель, 1982.
- Время и судьбы: Повести. Москва: Советский писатель, 1988.
- Московская улица. Ваша явка обязательна (сборник Бориса Ямпольского, с предисловием И. Д. Константиновского). Москва: Книжная палата, 1990; Presence obligatoire. Paris: L'Age d'Homme, 1990; Asistencia oblegada. Barcelona: Ediciones del Subuelo, 2013.
- Судный день. Исповедь советского еврея (роман). Библиотека «Алия». Иерусалим, 1990.
- Как свеча от свечи…: Опыт биографической мысли. Москва: Московский рабочий, 1990.
- Тайна земли обетованной. Москва: Библиотека журнала «Огонёк», 1991.